# Stenus fretus
Stenus fretus es una especie de escarabajo del género Stenus, familia Staphylinidae. Fue descrita científicamente por Last en 1970.
Habita en Nueva Guinea.